# Wherever I Am
Wherever I Am è il primo EP di Heidi Montag, pubblicato il 28 aprile 2009.

## Tracce
1. Your Love Found Me - 3:52
2. More Is More - 3:06
3. Party Is Wherever I Am - 3:28
4. Turn Ya Head - 3:39
5. Look How I'm Doin' (Remix) - 3:39